# Tortoreta del Sahel
La tortoreta del Sahel (Turtur abyssinicus) és una tórtora, per tant un ocell de la família dels colúmbids (Columbidae) que habita zones més o menys àrides però relativament prop de l'aigua, a tot l'ample de l'àrea del Sahel africà, des del Senegal i Guinea cap a l'est, fins a la meitat sud del Sudan, Eritrea, Etiòpia i nord d'Uganda.